# Anbeweis
Ein Anbeweis bedeutet nach der Rechtsprechung des Bundesgerichtshofs im deutschen Zivilprozessrecht „eine gewissen Wahrscheinlichkeit für die Richtigkeit der Behauptungen der beweisbelasteten Partei aufgrund des bisherigen Verhandlungsergebnisses bei einer nonliquet-Situation im Übrigen.“ Dieser „Anbeweis“ könne sich aus einer schon durchgeführten Beweisaufnahme oder aus dem sonstigen Verhandlungsinhalt ergeben.

## Bedeutung
Das Gericht hat unter Berücksichtigung des gesamten Inhalts der Verhandlungen und des Ergebnisses einer etwaigen Beweisaufnahme nach freier Überzeugung zu entscheiden, ob eine tatsächliche Behauptung für wahr oder für nicht wahr zu erachten sei (§ 286 Abs. 1 Satz 1 ZPO). Konnte das bisherige Verfahren unter Ausschöpfung aller prozessualen Beweismittel nicht die erforderliche Überzeugung des Gerichts herbeiführen, kann das Gericht eine Parteivernehmung vom Amts wegen vornehmen (§ 448 ZPO). Da das Gericht im Zivilprozess den Sachverhalt jedoch grundsätzlich nicht von Amts wegen ermittelt, sondern die jeweils beweisbelastete Partei entsprechende Beweise beibringen muss, setzt eine Parteivernehmung von Amts wegen voraus, „dass aufgrund einer schon durchgeführten Beweisaufnahme oder des sonstigen Verhandlungsinhalts bereits eine gewisse Wahrscheinlichkeit für die durch die Parteivernehmung zu beweisende Tatsache spricht („Anbeweis“).“
Der Grundsatz der prozessualen Waffengleichheit, der sich aus dem Recht auf gerichtliches Gehör ableitet, kann es gebieten, einer Partei, die sich in Beweisnot befindet, die Möglichkeit einzuräumen, ihre Wahrnehmungen über eine streitige Tatsache dem Gericht zu präsentieren. Es besteht daher unter bestimmten Voraussetzungen eine gerichtliche Hinweispflicht auf die Möglichkeit, eine Parteivernehmung nach § 445 ZPO zu beantragen. Die bloße Parteianhörung nach § 141 ZPO ist dagegen kein Beweismittel im Sinne der ZPO.